# 楓アイル
楓 アイル（かえで アイル、1986年3月5日 - ）は、日本のAV女優。
東京都出身。
血液型：A型 、身長：165cm 、スリーサイズ：B82・W57・H83 、Cカップ。

## 略歴
2004年にAVデビュー。
2006年に田中梨子やREINAとともに、ケイ・エム・プロデュースの企画レーベル「おかず。」のキャンペーンガール「おかずガールズ 。」に選ばれた。
2006年11月に『楓アイルが深夜の渋谷で素人ギャル荒らし!!』（ホットエンターテイメント）で監督デビューを果たした。
2006年末もしくは2007年初頭、里山加与名義で「KAMIKAZE STREET 013」に出演。
ブログは2007年6月をもって更新が終了し、7月に閉鎖された。
現在は引退したと見られる。

## 作品

### アダルトビデオ
2004年
- 楓アイルの表に出せないビデオ（9月17日、エイチ・エス映像）
- ザ・Eighteen アイルの「匂い」（10月15日、aini（ピエロ））
- 淫謀痴女大統領 痴女集団による女性上位の男根統治（11月1日、KILLER（MOODYZ））
- 借金返済緊急企画! SOD的Hで過激な大人のギャンブル（11月18日、SODクリエイト）※矢部ゆかり名義
- 僕だけのハーレム天国 モテまくりハメまくり編（12月1日、Joker（MOODYZ））
- 性狂・女子校生（12月17日、aini（ピエロ））※編集版?

2005年
- 僕だけのハーレム天国　酒痴肉林編（1月1日、Legend（MOODYZ））
- 密着接吻（1月7日、Switch（ドリームチケット））
- TVドラマ出演タレント（1月20日、ディープス）
- 本物TVタレント 楓アイル 凌辱ぶっかけレイプ（2月4日、ディープス）
- E.GIRL CLUB 4 セレブ限定秘密クラブの女（2月15日、CHITAN（ジェイモデル））
- 汁鼻奴 汁に溺れる女（2月25日、アロマ企画）
- MOODYZファン感謝祭 バコバス夏の陣2005（3月1日、REAL（MOODYZ））
- ラブレズ（3月15日、みるきぃぷりん♪）
- こんでんすみるきぃ 36（4月8日、みるきぃぷりん♪）
- バコバスギャル16人の裏のウラ（4月15日、Joker（MOODYZ））
- 競泳水着の女（5月4日、ヒビノ）
- M字の悲劇 12（5月15日、マニア（アレックス））
- 嫁の淫汁 2（5月20日、DARK（ネクストイレブン））
- CHACO率いる元アイドル軍団と紅白対抗ちょっとHな大運動会（6月4日、SODクリエイト）
- 接吻★悪魔 Kissで殺すオンナたち（6月5日、ワープエンタテインメント）
- 美乳! 潮吹き! OLの性体験 6（6月17日、メディアアーツ）
- MHS2 Milky Hi-School SEX 04（6月19日、みるきぃぷりん♪）
- 秘女琴（ひめごと）トラウマ◆三十路女の肉体暦（6月24日、コンマビジョン）
- PORNOGRAPH 01（7月2日、HMJM）
- AVアイドルを舞台に上げてヤジとイジメで犯しまくる II（7月7日、甲斐正明事務所（ブリット））
- 行列の出来るロリータ肉便器（7月13日、マルクス兄弟）
- みるスポ! 楓アイルちゃん（7月19日、みるきぃぷりん♪）
- レイプ事件簿 4 犯された10人（7月22日、aini（ピエロ））※編集版?
- 競泳水着フェティシズム（7月22日、日本メディアサプライ）
- 美人OL 美尻の秘尻 01（8月11日、マンハッタン（プレステージ））
- 素人変態マゾ調教 悶絶丸見え制服少女（8月13日、マルクス兄弟）
- 東京野外露出 素人いちゃつきカップル挑発プレイ（8月18日、甲斐正明事務所（ブリット））
- 「この世で、いちばんエロいコト。」 ダブル痴女の濃厚接吻セックス&ふたなりレズ（9月19日、ドグマ）
- S級素人ギャル千人斬り! 3（9月23日、うまなみ。（ケイ・エム・プロデュース））
- リアル・スペクタクル 5（9月23日、グラントレコーズ）
- 夏生! ビキニギャルズ! 2（9月30日、おかず。（ケイ・エム・プロデュース）
- 素人痴女 2（9月30日、うまなみ。）
- ポルノアカデミー 2（10月20日、SUPER NEXT（ネクストイレブン）
- 手コキエアライ（10月20日、SODクリエイト）
- 親友同士でオナニー見せ合ってハードレズ（10月25日、ホットエンターテイメント）
- パイパン大運動会EX（11月7日、カルマ）
- 姉たちに犯される!（11月15日、ドグマ）
- 服従イラマチオ（11月17日、CROWS（タカラ映像））
- うまなみプレゼンツ 11 S級 素人ギャル千人斬り! 4時間・2（11月18日、おかず。（ケイ・エム・プロデュース））うまなみ。作品『S級 素人ギャル千人斬り! vol.3』のセルDVD化作品
- カエデアイル 徹底凌辱（12月28日、MISSING）

2006年
- 女子高生強制ワイセツEcstasy（1月1日、ワンズファクトリー）
- Dirty Lips　汚れた唇（1月5日、ISIS（アウダースジャパン））
- HITOMIX Elle JAPON（1月19日、ERO GANCE（桃太郎映像出版））
- お尻万博2006　セックス中毒スチュワーデス（1月20日、マンハッタン（プレステージ））
- 溜池ゴローのうれごろ日記 楓アイル 19歳（1月23日、ミル）
- 救性痴女病棟 2（2月1日、TISSUE（アイデアポケット））
- キモおやじと美女OLのベロベロちゅうちゅう（2月13日、グローリークエスト）
- パイパンレズビアン 2（2月13日、カルマ）
- FACE[フェイス] 92（2月17日、FACE（アウダースジャパン））
- 催眠[赤] 20（2月17日、PLUS α（アウダースジャパン））
- 私立IP女学院（3月1日、TISSUE　（アイデアポケット））
- 潮吹きバラエティー“噴射の神様” 3 完全版（3月24日、おかず。（ケイ・エム・プロデュース））
- 変態奴隷秘書（4月6日、Cowper（タカラ映像））
- アイル革命 正しい楓アイルの使い方（4月6日、aroma MODE projects（アロマ企画））
- 淫乱痴女オフィス（4月7日、プレミアム）
- 痴まみれ女子校生 2（4月10日、ロッソ）
- 絶叫!ケツの穴（4月15日、ドグマ）
- 集団痴女モデルズ 完全版（4月21日、おかず。（ケイ・エム・プロデュース））
- 女子校生制服萌え（4月21日、aini（ピエロ））
- 燃えろ野外露出歩道橋でのイタズラが最高（4月25日、ホットエンターテイメント）
- 月刊 楓アイル 完全版（4月28日、おかず。（ケイ・エム・プロデュース））
- ヌキどころ一気に見せます! パイパン大運動会総集編＋未公開オフショット（5月13日、カルマ）
- 女上司がシゴいてあげる180分（5月15日、SUPER J（ジェイモデル））
- 手コキエンジェル 〜手コキされまくった恥ずかしい僕の人生〜（5月18日、SODクリエイト）
- オフィスレディ痴女STYLE3時間（5月26日、大吉（ビッグモーカル））
- スクラップファック 〜お姉ギャル編〜（5月27日、ロッソ）
- メガネ3姉妹（6月25日、サイド・ビー）
- チャイナエステ（7月20日、Super GLAMOUR（イマージュ））
- 公園のベンチでスカートの脇の切れ目に手を入れて電マするのが最高!（7月20日、ホットエンターテイメント）
- 電話BOXで電動マッサージ器攻撃 2（7月21日、BeCool（タイガーマイスターズ））
- スーパー野外露出駐車場で電動マッサージ器攻撃 2（7月28日、BeCool（タイガーマイスターズ））
- 生意気コギャル女子校生痴漢生中出し（7月28日、おかず。（ケイ・エム・プロデュース））
- 背面座位 4時間撮り下ろしSPECIAL（7月29日、ビッグモーカル）
- FREEDOM WILDGALS アナル（8月10日、フリーダム（ジャパン））
- FREEDOM WILDGALS 顔麺騎乗（8月10日、フリーダム（ジャパン））
- FREEDOM WILDGALS 脚責め（8月10日、フリーダム（ジャパン））
- 恐縮です! 梨元勝のマスコミ面接（8月25日、ホットエンターテイメント）
- グイコミ おまんこ学習帳（9月19日、D1（ドグマ））
- 完全契約! 五十回いかなきゃ帰さない（9月22日、BeCool（タイガーマイスターズ））
- 痴女GALサークル〜女30人淫行通学バス〜（10月1日、V(ヴィ)）
- 手コキ強制射精「シゴかれッ!!!」 4（10月6日、Deep Impact（U&K））
- MOODYZ BEST HIT 12時間 \2980 完全撮り下ろし5タイトル（10月13日、ACID（MOODYZ））
- 美しい女のパイパン中出しミラクルモザイク（10月19日、エムズビデオグループ）
- 楓アイルのエロ革命（10月20日、ホットエンターテイメント）
- 痴女GALサークル2〜女30人淫行通学バス〜（11月1日、V(ヴィ)）
- 病みつきオナニー 6（11月3日、Deep Impact（U&K））
- 欲情シティホテルTwin（11月10日、冒険ゴリラ（レックオーバー））
- ポルノアカデミー アキバ大捜査腺（11月20日、Gang（ネクストイレブン）
- 痴女GALサークル 〜女30人淫行通学バス〜 3（12月1日、V(ヴィ)）
- W中出し&Wアナル&Wイラマチオ（12月19日、エムズビデオグループ）

2007年
- 痴女GALサークル 〜女30人淫行通学バス〜 4（1月1日、V(ヴィ)）
- AVアイドルの本物友達をイクまでハメちゃう超エッチ王様ゲーム（2月8日、SODクリエイト）
- ヴァージンレズ 16（2月16日、ラヴァーズ（U&K））
- GOLDEN TICKET（3月1日、A-BOX）
- 痴女 快楽の虜（3月15日、T&Ccommunication's）
- ダブル痴女に責められて!! 2（4月19日、BRAVO）
- クリスマスエンジェルズ 〜聖なる夜のハーレムサンタ〜（12月13日、MOODYZ）

### アダルトビデオ（監督作品）
- 楓アイルが深夜の渋谷で素人ギャル荒らし!!（2006年11月25日、ホットエンターテイメント）
- 楓アイル的集団痴女づくし!!（2007年2月20日、ホットエンターテイメント）